# 極地之王
《極地之王》是一部2018年美國歷史劇情冒險片，由亞伯·休斯執導，丹尼爾·賽巴斯汀·溫登豪普特（Daniele Sebastian Wiedenhaupt）撰寫劇本，其主演包括寇帝·史密-麥菲、蕾奧娜·華莉拉、延斯·赫爾騰和約翰尼斯·赫伊屈爾·約翰森。故事描述一名末次冰盛期的年輕獵人與一隻受傷的狼成為朋友，在冰天雪地的極地中生存。該片由索尼影業發行定於2018年8月17日在美國上映。

## 劇情
在距今兩萬年前的舊石器時代晚期，地球正值弱肉強食的冰河時期，一名少年獵人克達在与他的族人狩獵西伯利亞野牛時發生意外而掉落到一处悬崖峭壁上被族人误认为已经身亡，后来克達幸免於難後和一隻受傷的狼成為朋友將牠取名「阿爾法」（Alpha），克達為了返回他的族人的身旁決定踏上永無止盡的旅程，還得面對許多的危險和惡劣的氣候的試煉，這也是人與狼之間首次搭建的橋樑。

## 演員
- 寇帝·史密-麥菲 飾 克達（Keda）[9]，部落首领的儿子
- 蕾奧娜·華莉拉（英语：Leonor Varela） 飾 薩滿（Shaman）
- 延斯·赫爾騰（英语：Jens Hultén） 飾 悉
- 約翰尼斯·赫伊屈爾·約翰森（英语：Jóhannes Haukur Jóhannesson） 飾 塔圖（Tau）
- 查克（狼犬） 飾 阿爾法

## 製作
該片於2015年9月15日首次對外公布，亞伯·休斯被選來擔任導演，且由製片公司負責製作，預計以IMAX 3D的格式發行。演員寇帝·史密-麥菲於2015年11月12日加入演出。主要選角於2016年2月19日完成。
主要拍攝於2016年2月22日起在溫哥華開始進行，計劃於5月20日結束，其他拍攝地也包括了德蘭赫勒。在過程中，劇組溫哥華東肯特大道附近的邊界搭景；此外，部份的拍攝也在本拿比及冰島進行。劇組也於2016年4月在加拿大艾伯塔省的省立恐龍公園取景。
據報導，在拍完該片後，有五隻艾伯塔省的美洲野牛遭到殺害，這使劇組配合了當局的調查。

## 發行
2017年6月，該片的片名從改為。其美國上映日最初定於2017年9月15日，之後延期至2018年3月2日。2017年12月，該片又改至2018年9月14日。2018年4月，該美國上映日最終定為2018年8月17日。

### 評價
《極地之王》整體獲得了正面居多的評價。在匯總媒體網站爛番茄上根據102篇評論，新鮮度達81%，平均得分6.5 / 10。而在Metacritic上則獲得61分。據CinemaScore調查，觀眾的評價在A+至F間落於「B+」。

### 票房
在美國和加拿大，《極地之王》與《瘋狂亞洲富豪》、《拳力逃脫》同天上映並競爭，分析師預估《極地之王》於首週將從2500間戲院中獲得600萬至800萬美元的票房。美國首週票房開出1050萬美元，位居當週票房第四。

## 外部連結
- 官方网站
- 互联网电影数据库（IMDb）上《極地之王》的资料（英文）
- Box Office Mojo上《Alpha》的資料（英文）
- 豆瓣电影上《極地之王》的資料 （简体中文）